# Liannet Borrego
Liannet Borrego (Havana, Cuba, 28 de janeiro de 1988) é uma atriz, modelo e dançarina cubana, conhecida por interpretar Nancy na telenovela venezuelana Acorralada.

## Biografia
Os pais de Liannet, Antonio Borrego e Marta Jiménez perceberam que ela tinha um dom especial, por isso aos 5 anos Liannet começou a ingressar aulas de balé, dança flamenca, modelagem e atuação. Seu talento e determinação lhe permitiram entrar nas melhores escolas de artes cênicas de Cuba desde muito jovem. No ano de 2000, Liannet se muda com sua família para Miami, Flórida, estabelecendo residência. Seus pais continuaram a incentivando artisticamente, por isso começaram a procurar escolas de teatro, modelagem e dança, sendo que aos 12 anos Liannet foi matriculada na escola de balé de Martha Mahr, onde ganhou uma bolsa de estudos.
Liannet também ganhou inúmeros concursos de beleza, como o Miss Teen Cuban American e Best Face Miss Teen Cuban American. Ao mesmo tempo, estudou o colegial no colégio Miami Springs, onde foi capitã de um importante time de dança coreográfica, o "Golden Girls Team". Mais tarde, Liannet se formou com excelentes notas e decidiu continuar com sua grande paixão, atuar.

## Carreira
Trabalhou em produtoras como Venevisión, Telemundo e Nickelodeon. Iniciou sua carreira como atriz em "Soñar no cuesta nada" (2005), "Mi vida eres tú" (2006), "Acorralada" (2006), Mi querido profe (2007), Isla Paraíso (2007) e Amor comprado (2007). Em março de 2008 Liannet foi modelo para o designer Andrew Christian. Apareceu em muitos programas de entretenimento como convidada em estações de televisão de língua espanhola nos Estados Unidos.

## Filmografia

### Telenovelas
| Año         | Telenovela                        | Personaje        |            |
| 2005        | Soñar no cuesta nada              | Marlene          |            |
| 2006        | Mi vida eres tú                   | Pilar Reyes      |            |
| 2006        | Acorralada                        | Nancy            |            |
| 2007        | Mi querido profe                  | Maritza          |            |
| 2007        | Isla Paraíso                      | Jeidi            | Venevisión |
| 2007        | Amor comprado                     | Verónica Montero |            |
| 2009        | Pecadora                          | Reina            |            |
| 2010        | El fantasma de Elena              | Milady Margarita |            |
| 2011        | Grachi                            | Cussy Canosa     |            |
| 2011        | Mi corazón insiste en Lola Volcán | Verónica Alcázar |            |
| 2011        | Estilos robados                   | Isabella Reyes   |            |
| 2011 - 2012 | Una maid en Manhattan             | Sylvia           |            |
| 2012        | Secreteando                       | Sofía            |            |
| 2013        | Pasión prohibida                  | Katia            |            |

### Filmes
| Año  | Película                        |
| ---- | ------------------------------- |
| 2008 | Dostana (película de Bollywood) |
| 2008 | Species Of The Universe (curta) |
| 2008 | The Ripe Scene (curta)          |
| 2014 | Human Revolution (curta)        |
| 2018 | Dragged Across Concrete         |

## Prêmios e reconhecimentos
El Concurso hija más bella (2002)
Dancing Contest (2002)
Miss Teen Cubano American (2003)
Mejor Rostro Miss Teen Cubano American (2003)
Concurso de Belleza Sabado (2003)
Miss Hispanidad (2005)